# Gammel Dansk

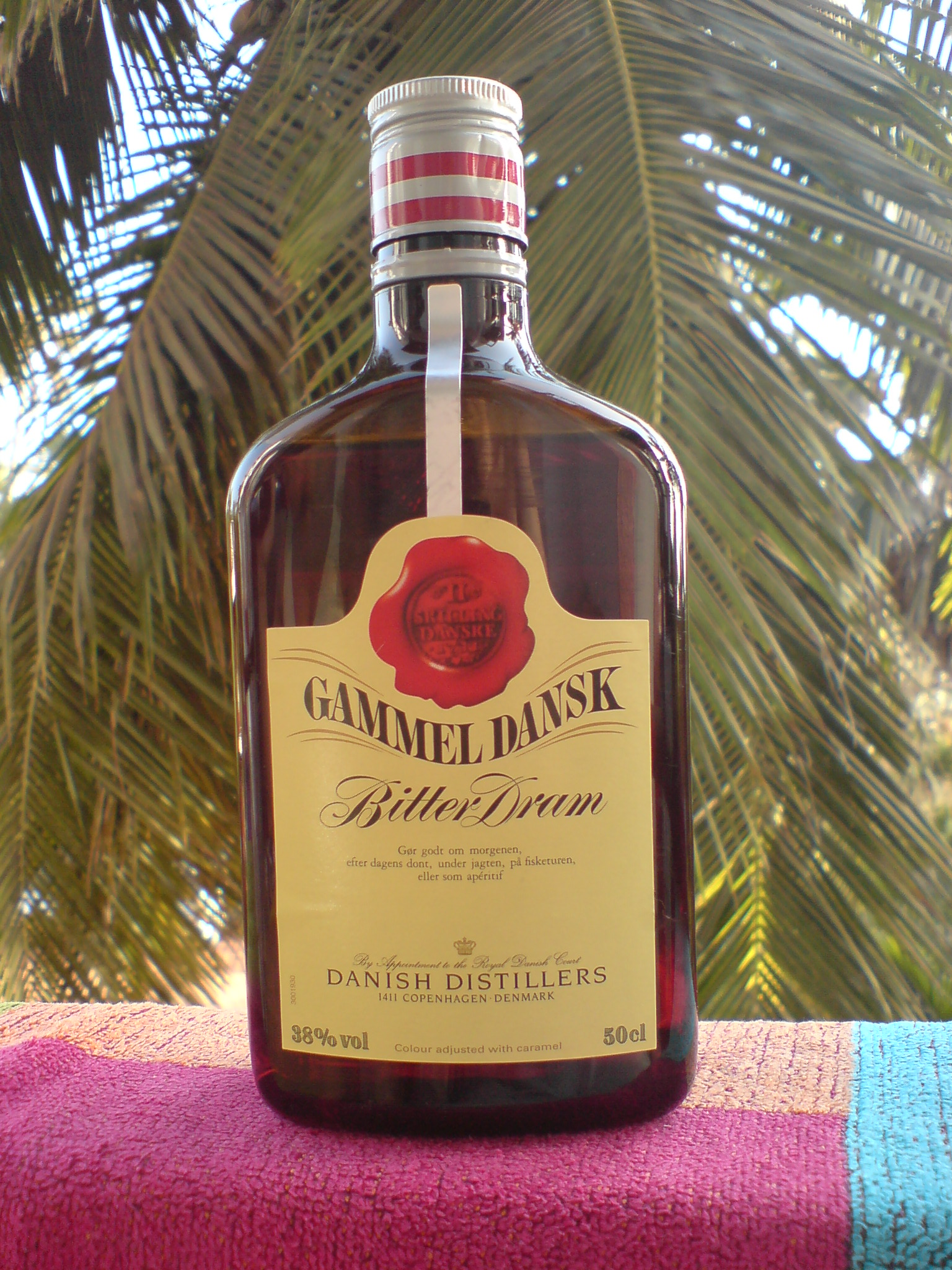
Gammel Dansk.

El Gammel Dansk (literalmente ‘viejo danés’) es una bebida alcohólica danesa producida por De Danske Spritfabrikker A/S en Dalby, sureste de Zelanda. Tradicionalmente se toma en ciertas ocasiones festivas, a veces en los desayunos de los aniversarios de boda y en las celebraciones de cumpleaños.
Es un bíter creado originalmente para competir en el mercado danés con otras bebidas del mismo tipo, como el Underberg y el Fernet Branca. Se fabrica con un gran número de hierbas y especias, haciéndolo parecidos a otros bíteres digestivos como Peychaud's Bitters, Campari o Jägermeister. Entre estas hierbas y especias están el serbal silvestre, la angélica, el anís estrellado, la nuez moscada, el anís, el jengibre, el laurel, la genciana, la naranja agria y la canela.

## Historia
El desarrollo del Gammel Dansk comenzó en 1961 y fue dirigido por el maestro J.K. Asmund, que también trabajaba como director de la fábrica de Danske Spritfabrikker en Roskilde. Tres años después comenzó la producción de este bíter, y desde entonces se ha convertido en una de las bebidas alcohólicas de alta graduación más reconocibles del mercado danés.